# 19 janvier 2001
Le vendredi 19 janvier 2001 est le 19e jour de l'année 2001.

## Décès
- Alberto Gallardo (né le 28 novembre 1940), footballeur international péruvien
- Gustave Thibon (né le 2 septembre 1903), philosophe français
- Claude Paillat (né le 11 janvier 1924), journaliste français
- Abdellatif Semlali (né le 17 décembre 1938), homme politique marocain
- Élie Marrel (né le 27 février 1914), un prêtre français
- Milou Jeunehomme (né le 8 avril 1924), homme politique belge

## Autres événements
- Enregistrement au stade Maracanã de Rio de Janeiro de l'album Rock in Rio d'Iron Maiden
- Création du Nouveau PSI (Partito socialista italiano)
- Sortie du film documentaire Dogtown and Z-Boys retraçant l'histoire du skateboard
- Sortie du film indien Zubeidaa
- Sortie américaine du film Intuitions
- Sortie turque du film Dinosaure (film, 2000)
- Découverte de l'astéroïde (23329) Josevega
- le manuscrit original du Voyage au bout de la nuit, le roman le plus connu et le plus lu de Louis-Ferdinand Destouches dit Céline, perdu depuis 1943, a été retrouvé par l'intermédiaire d'un collectionneur anglais et d'un libraire parisien. Il sera vendu aux enchères à Paris.
- en Belgique, un amendement à la loi autorise la possession de petites quantités de cannabis.
- l'Association française des banques (AFB) annonce la conclusion d'un accord global et définitif concernant l'indemnisation des victimes de l'Holocauste.
- Première évasion de Joaquín Archivaldo Guzmán Loera dit « El Chapo »[réf. nécessaire]